# FC WIT Georgia
Football Club WIT Georgia é um clube de futebol da Geórgia fundado em 1968 que disputa a Umaglesi Liga a primeira divisão do campeonato.

## Jogos em competições da UEFA
| Temporada | Competição                    | Pais        | Clube              | Casa | Fora | Resultado |
| --------- | ----------------------------- | ----------- | ------------------ | ---- | ---- | --------- |
| 2000-01   | Copa da UEFA QR1              | Israel      | Beitar Jerusalem   | 0-3  | 1-1  | 1-4       |
| 2004-05   | Liga dos Campeões da UEFA QR1 | Ilhas Faroe | HB Torshavn        | 5-0  | 0-3  | 5-3       |
| 2004-05   | Liga dos Campeões da UEFA QR2 | Polónia     | Wisla Kraków       | 2-8  | 0-3  | 2-11      |
| 2007-08   | Copa da UEFA QR1              | Eslováquia  | Artmedia Petržalka | 0-2  | 1-2  | 2-3       |
| 2008-09   | Copa da UEFA QR1              | Eslováquia  | Spartak Trnava     | 2-2  | 0-1  | 3-2       |
| 2008-09   | Copa da UEFA QR2              | Áustria     | Austria Wien       | N/A  | 0-2  | 0-2       |